# Бабник (фильм, 1990)
«Бабник» — художественный фильм, комедия режиссёра Анатолия Эйрамджана. Один из немногих фильмов, где Александр Ширвиндт сыграл главную роль.

## Сюжет
Это история о немолодом мужчине, смысл жизни которого — женщины. Аркадий, так зовут нашего героя, проносит это своё увлечение через всю жизнь и, видимо, не надоело ему, старому холостяку, это занятие. Так бы и жил дальше — от встречи с одной женщиной до знакомства или расставания с другой, если б вдруг не приехал к нему сын от первого брака — Коля, мальчик, одарённый математическими способностями, за что и перевели его в московский вуз. Аркадий поначалу обрадовался приезду сына, но вскоре выяснилось, что жизнь с сыном ломает весь хорошо отлаженный механизм его быта, вносит существенный дискомфорт в его взаимоотношения с женщинами. К тому же Коля оказался редкостным домоседом и выкурить его из дома вечером на пару часов Аркадию никак не удавалось. Вконец затравленный Аркадий знакомит Колю с сыном своего начальника Костей — молодым плейбоем. И выпускает джинна из бутылки: яблоку не удалось далеко упасть от яблони. Сын его оказался тоже бабником и, по-видимому, похлеще отца. Жизнь двух бабников, отца и сына, в одной квартире — это тоже проблема, которую предстоит решать герою фильма Аркадию.

## В ролях
- Александр Ширвиндт — Аркадий
- Ирина Муравьёва — Марина, влюблённая в Аркадия
- Михаил Державин — Михаил Дмитриевич, шеф Аркадия
- Роксана Бабаян —  Римма, жена Михаила Дмитриевича
- Галина Беляева — Ольга Семыкина
- Надежда Бутырцева — Рая
- Любовь Полищук — Инна
- Елена Скороходова — Алёна, валютная проститутка
- Ирина Шмелёва — Людочка, аспирантка
- Спартак Мишулин — Григорий Александрович
- Максим Воронков — Коля, сын Аркадия
- Анастасия Гладкова — Наташа
- Людмила Иванова — Клавдия Матвеевна
- Ольга Дроздова — Вика
- Екатерина Зинченко
- Елена Кондулайнен — лаборантка
- Татьяна Лаврентьева — Мария Михайловна
- Ирина Малышева — девушка на выставке
- Людмила Нильская — Лиля
- Александр Панкратов-Чёрный — Геннадий Гнасюк
- Марьяна Полтева — Люси, девочка на вечеринке
- Екатерина Редникова — Ариана
- Галина Семёнова — Даша
- Любовь Соколова — Мария Григорьевна, сотрудница сберкассы

## Съёмочная группа
- Автор сценария и режиссёр: Анатолий Эйрамджан
- Оператор: Филипп Михайлов
- Художник: Павел Каплевич

## Цитаты
- Любимая фраза Аркадия, «Как старший товарищ — неглупый и чуткий…», принадлежит Владимиру Маяковскому и содержится в стихотворении «Послание пролетарским поэтам»[2].